# Goggia gemmula
Goggia gemmula là một loài thằn lằn trong họ Gekkonidae. Loài này được Bauer, Branch & Good miêu tả khoa học đầu tiên năm 1996.